# Філезієві
Філезієві (Philesiaceae) — родина квіткових вічнозелених кущів або ліан, що ростуть у вологих лісах на півдні Чилі. У родині, згідно з сучасними уявленнями, два монотипних роди.
Для рослин цієї родини властиві дуже декоративні дзвоникоподібні квітки червоного або рожевого забарвлення завдовжки до 8 см. Обпилюють ці квітки колібрі. Плоди — ягоди.
| Гібіскус | Це незавершена стаття про квіткові рослини. Ви можете допомогти проєкту, виправивши або дописавши її. |